# Funariella
Funariella là một chi rêu trong họ Funariaceae.